# Irais
Irais är en kommun i departementet Deux-Sèvres i regionen Nouvelle-Aquitaine i västra Frankrike. Kommunen ligger i kantonen Airvault som tillhör arrondissementet Parthenay. År 2022 hade Irais 209 invånare.

## Befolkningsutveckling
Antalet invånare i kommunen Irais
| Referens: INSEE |